# Apapasco
Apapasco är en ort i Mexiko.   Den ligger i kommunen Cuautinchán och delstaten Puebla, i den sydöstra delen av landet, 120 km öster om huvudstaden Mexico City. Apapasco ligger 2 089 meter över havet och antalet invånare är 101.
Terrängen runt Apapasco är kuperad västerut, men österut är den platt. Runt Apapasco är det ganska tätbefolkat, med 62 invånare per kvadratkilometer. Närmaste större samhälle är Puebla de Zaragoza, 18,6 km nordväst om Apapasco. Trakten runt Apapasco består till största delen av jordbruksmark.